# フロモキセフ
フロモキセフは、塩野義製薬が開発したオキサセフェム系抗生物質である。商品名は、フルマリン。
第2世代または第四世代セファロスポリンに分類されている。
1982年に特許を取得し、1988年にフルマリンの商品名で医療用医薬品として承認された。